# Frente Radical Verdiblanco
El Frente Radical Verdiblanco (a veces llamado Frente Radical Verdiblanco - Ultras 1992 o como "Los famosos ultras del 92". y abreviado como FRV) es la principal barra brava del Deportivo Cali con una fuerte ideología ultra. Fue fundada el 5 de abril de 1992.

## Historia
Si bien los primeros intentos de crear una barra del Deportivo Cali se remontan hasta 1992, no es sino hasta 1995 que se logra conformar una barra como tal. Esta primera barra se ubicaba en la tribuna oriental del Estadio Olímpico Pascual Guerrero. Este grupo estaba influenciado por las imágenes que llegaban de España, Argentina e Italia y de los movimientos Ultras de esos países. El nombre elegido por este grupo fue "Los ultras verdes" o simplemente "Ultras", nombre que posteriormente sería el que utilizaría la primera barra del Cali.
El grupo tuvo un gran crecimiento en 1997 gracias al campeonato logrado en el torneo de 1995-1996, luego de 22 años sin títulos. Esto acercó a muchas personas al equipo y a la hinchada, la cual se pudo consolidar como la barra que es hoy en día. El Frente Radical Verdiblanco nace como tal en 1997, luego de que la barra se trasladara a la tribuna sur del estadio Pascual Guerrero, debido a que esta tribuna históricamente ha sido el lugar de afluencia de las clases más populares y el precio de la boleta es menor, en esta tribuna fue donde el grupo se refundó con el nombre que tienen hasta hoy en día.
Desde la construcción del Estadio Deportivo Cali, la barra pasó a ubicarse en la tribuna sur de dicho estadio.

## Trapos
El frente radical cuenta con trapos diferentes a los demás equipos, se caracterizan por usar letras gótica o "metaleras" los cuales tienen en letra negra y blanca sobre tela de color verde.
Esta barra ha sido partícipe de robos a otras barras. Esta barra ha desmantelado a la rexixtenxia norte, al barón rojo sur y a la guardia imperial (solo un trapo). Esta barra también ha sido desmantelada a principios del 2022 y en el 2012.

## Organización interna

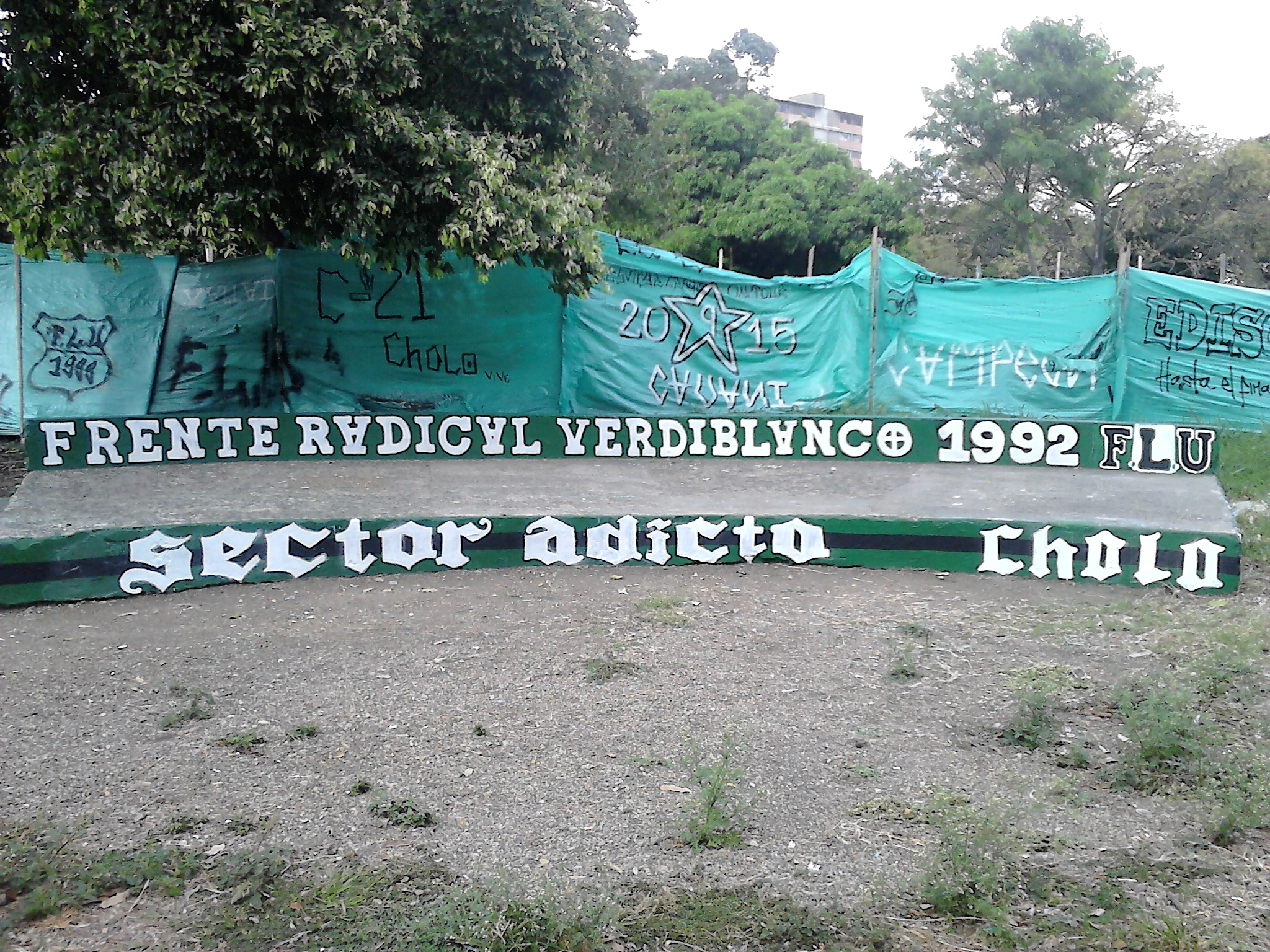
Grafiti del FRV en el Parque de la Música, lugar de reuniones de la barra en Cali.

Por motivos de organización la barra se divide en "Legiones", cada legión tiene uno o dos líderes. La mayoría de legiones operan en la ciudad de Santiago de Cali y están organizadas de acuerdo a la proximidad de sus integrantes, pero también hay casos de legiones creadas de acuerdo a otros parámetros como por ejemplo el gusto musical. Cada legión tiene su ubicación predeterminada dentro del estadio y también sus propios "trapos" (banderas). Además existe la llamada "Cúpula Central" que aglomera a los líderes de cada legión y de otras barras, este grupo es el que toma las decisiones importantes y en donde se planean los comunicados, los cantos, caravanas, tifos y demás actividades cuestiones administrativas.
En el resto del territorio vallecaucano existen legiones en prácticamente todos los municipios del Valle y algunas legiones fuera del departamento, siendo las más importantes las legiones de Bogotá y Medellín.
A nivel internacional existen legiones activas, las más destacables son las legiones que agrupan a los miembros del FRV en Estados Unidos (FRV USA) y en la Argentina (Legión Argentina).

## Otras barras
El Deportivo Cali cuenta con otras barras importantes, como por ejemplo la Avalancha Verde, que históricamente se ubica en la tribuna norte del estadio Pascual Guerrero y del estadio Deportivo Cali.
La Horda Combativa es una de las más recientes barras del Cali, en sus inicios se ubicó en parte baja de la tribuna norte, cerca a la tribuna oriental, pero desde la mudanza del equipo a su propio estadio se ubican en la tribuna norte, sector oriental. La Horda se caracteriza por un marcado sentimiento de crítica política y social, y es usual verlos exponer pancartas con denuncias sociales o en apoyo a la clase trabajadora en medio de los partidos.
Así mismo existe la Asociación de Barras Colombianas del Deportivo Cali (ASBACALI), que reúne a todas las barras, pequeñas o grandes, que se encuentran dentro del territorio nacional y que apoyan al equipo azucarero.
En 2015 se creó los Hinchas Unidos del Deportivo Cali, un grupo no ultra de hinchas comunes que buscan fomentar las actividades deportivas y culturales alrededor del Deportivo Cali.

## Violencia

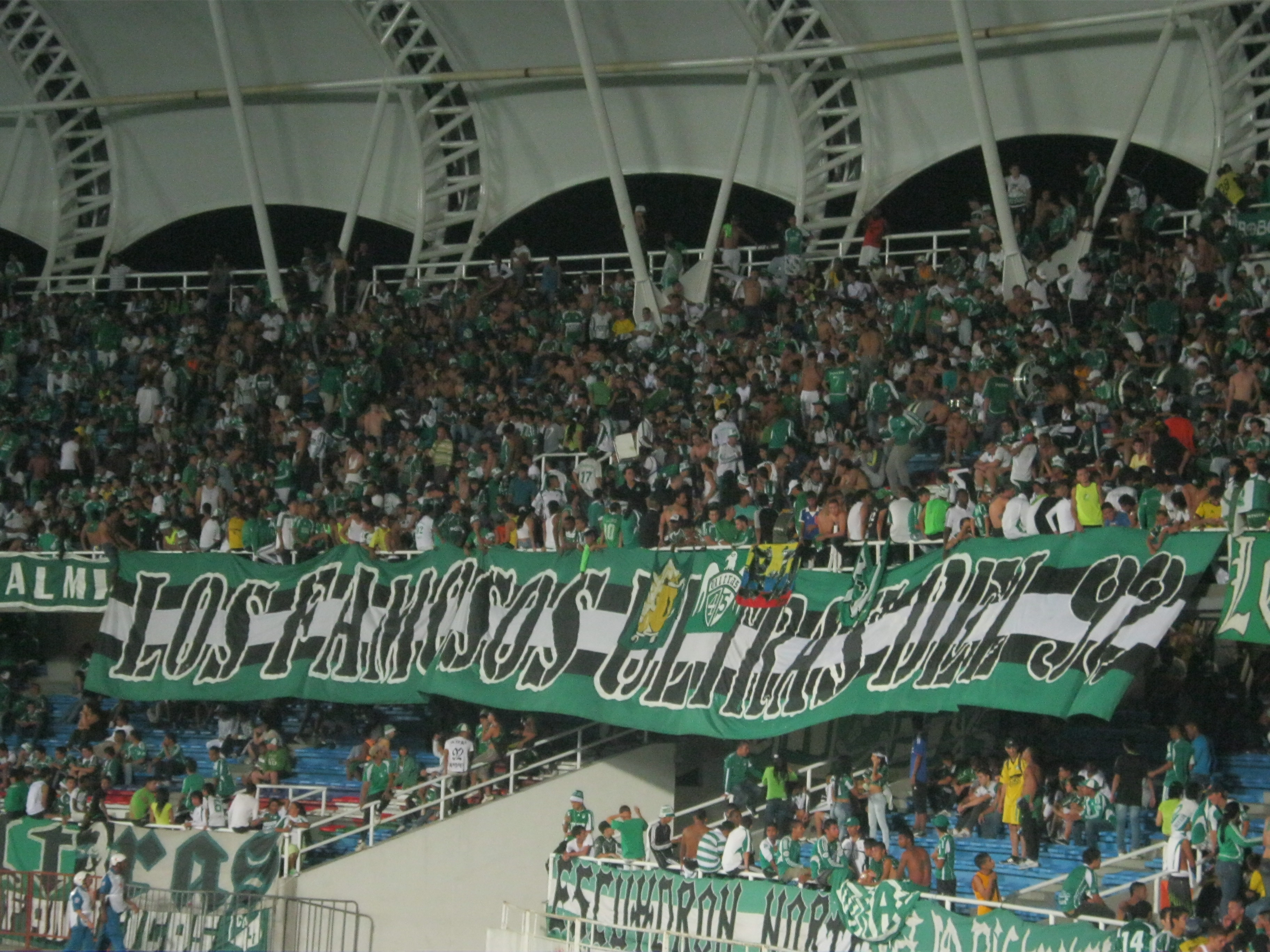
El FRV con uno de sus trapos en el Estadio Olímpico Pascual Guerrero.

El Frente Radical Verdiblanco ha tenido varios episodios de violencia tanto dentro como fuera del estadio. El fenómeno de la violencia está profundamente arraigada en la barras bravas colombianas y el FRV no es la excepción. Existen diversas razones para la existencia de actos violentos realizados por la barra, entre ellos se ha expuesto la condición social y económica de los integrantes de la barra (Muchos de los cuales provienen de barrios populares afectados por la violencia de grupos al margen de la ley), falta de educación y problemas en el núcleo familiar, entre muchas otras.
La barra tiene una especial rivalidad contra la barra brava del equipo América de Cali, histórico rival del Deportivo Cali con el cual disputan el clásico vallecaucano. El choque entre el FRV y otras barras es frecuente, tanto en Cali como en otras ciudades, y se ha saldado con varios muertos, decenas de heridos y cuantiosos daños materiales para todas las barras implicadas.
Debido a estos actos de violencia la barra ha sido sancionada numerosas veces, prohibiéndosele la entrada a los estadios durante los partidos de local, e incluso no se le ha permitido su desplazamiento e ingreso a otros estadios del país. Esto le ha acarreado problemas al equipo, el cual se ha visto obligado a jugar sin público o con la tribuna popular cerrada y el pago de multas, por lo cual la misma institución a veces ha sancionado al FRV. Sin embargo la Asociación Deportivo Cali ha denunciado en ocasiones la especial saña con la que se sanciona al equipo y a la hinchada en comparación con hechos similares realizados por barras de otros equipos que han sido castigados con menor severidad.

## Barrismo social
Las legiones del FRV en ocasiones realizan obras sociales con el fin de ayudar a la comunidad y mejorar la idea preconcebida que tienen las personas sobre la barra. 
Desde el 2003 la barra lanzó el proyecto "Radicales por la sonrisa de un niño", en la cual los barristas colaboran con distintos trabajos sociales a lo largo del país. Entre el apoyo realizado e iniciativas propias del FRV se pueden nombrar ayuda a niños enfermos con cáncer o la distribución de regalos entre niños de escasos recursos. También es frecuente la presencia organizada del FRV en eventos en pro de la sana convivencia (Dentro y fuera del fútbol), por la paz de Colombia y eventos como cometones (Elevación de cometas), entre otros.